# جون ليتش
جون ليتش (بالإنجليزية: John Leach)‏ (12 مايو 1866 في المملكة المتحدة - 1 يناير 1931) هو لاعب كرة قدم بريطاني (وحمل سابقاً جنسية المملكة المتحدة لبريطانيا العظمى وأيرلندا) في مركز الدفاع. لعب مع Darwen F.C. (1870) ‏.